# Carabus arvensis deyrollei
Carabus (Carabus) arvensis deyrollei – podgatunek chrząszcza z rodziny biegaczowatych i podrodziny Carabinae. Traktowany też jako gatunek Carabus (Eucarabus) deyrollei.

## Taksonomia
Takson ten został opisany w 1839 roku przez Hippolyte'a Louisa Gory'ego jako gatunek Carabus deyrollei, nazwany tak na cześć Achille Deyrolle'a. Umieszczony został w podrodzaju Eucarabus. W 2005 roku ukazała się praca Alexandra Anichtchenki w której, na podstawie analizy budowy woreczka wewnętrznego edeagusa, obniżył on rangę tego gatunku do rangi podgatunku biegacza górskiego, nadając mu nazwę Carabus (Carabus) arvensis deyrollei. Część badaczy nie uznaje tego kroku. W bazie Fauna Europaea takson ten widnieje jako Carabus (Eucarabus) deyrollei, podczas gdy w bazie Carabidae of the World jako Carabus (Carabus) arvensis deyrollei.

## Opis
Poczwarka: Głowa bezwłosa, o żuwaczkach zgiętych pod kątem prostym i trójpłatkowym labrum. Czułki sięgające szóstego segmentu odwłoka. Po każdej stronie przedtułowia przepaska złożona z brzegowych szczecinek. Śródtułów łysy, a zatułów z małą grupką szczecinek na grzbiecie. Tergity urytów od I do VI z owłosieniem po każdej stronie linii środkowej. Po bokach VIII urytu małe grupki szczecin. Owłosione rozszerzenia pleuralne obecne na segmentach odwłoka od II do VI. Prawie niezauważalne parastigma obecne na urytach od III do VII. Urogomfy z trzema szczecinkami.

## Rozprzestrzenienie
Gatunek palearktyczny, endemiczny dla Półwyspu Iberyjskiego, gdzie występuje w północno-zachodniej Hiszpanii i północnej Portugalii.